# ماهی‌های آزاد (سرده)
ماهی‌های آزاد (سرده) (نام علمی: Salmo) نام یک سرده از زیرخانواده ماهی آزاد است.